# Chloephaga
Chloephaga is een geslacht van vogels uit de familie eenden, ganzen en zwanen (Anatidae). Het geslacht telt 5 soorten.
De dieren leven allemaal in Zuid-Amerika.

## Soorten
- Chloephaga hybrida – Kelpgans
- Chloephaga melanoptera – Andesgans
- Chloephaga picta – Magelhaengans
- Chloephaga poliocephala – Grijskopgans
- Chloephaga rubidiceps – Roodkopgans